# トニー・タラスコ
アントニー・ジャチントー・タラスコ（Anthony Giacinto "Tony" Tarasco, 1970年12月9日 - ）は、アメリカ合衆国ニューヨーク州ニューヨーク市出身の元プロ野球選手（外野手）、野球指導者。右投左打。
フィラデルフィア・フィリーズなどでプレーした遊撃手であるジミー・ロリンズは従弟にあたる。

## 経歴・人物
1988年のMLBドラフト15巡目（全体372位）でアトランタ・ブレーブスから指名され、プロ入り。1993年4月30日にメジャーデビュー。1995年にモントリオール・エクスポズ、1996年にボルチモア・オリオールズへ移籍した。

オリオールズ時代の1996年に大規模なアクシデントを経験する。ニューヨーク・ヤンキースとのアメリカンリーグチャンピオンシップシリーズの第1戦8回裏、オリオールズの1点リードという場面で、守備固めとして外野を守っていたタラスコはデレク・ジーターの放った右翼への大飛球をフェンス際で捕球しようとしたが、外野席最前列から身を乗り出した観客の少年（ジェフリー・マイヤー）にボールを横取りされてしまった。観衆による守備妨害で打者アウトとすべきであったが、本塁打と判定された。タラスコはこれに猛抗議するも覆らず、オリオールズはこの試合に敗れた。
その後、1998年にシンシナティ・レッズ、1999年にヤンキースと渡り歩き、2000年にハワード・バトルと共に阪神タイガースに入団した。斧で木を伐採するというトレーニング方法がランディ・バースと同じということで、バースの再来と呼ばれ大きく期待されていた。ポジションは主に右翼手であり、陽気な性格と強肩が魅力であった。キャンプ・オープン戦では、逆方向に流し打つシュアなバッティングと俊足、好守を見せ打率3割は確実といわれていたが、シーズンが始まると打って変わって強引に引っ張るプルヒッターと化し打率は低迷。後半戦開幕戦にサヨナラ安打を放ち復調の兆しを見せるが、結局打率.239、19本塁打、57打点と期待外れの成績に終わり、シーズン終了後に解雇となった。守備は良く、広い甲子園の守りを強固にしていたが、打撃の低迷ぶりが響き残留へのプラス材料にはならなかった。
中堅手の新庄剛志とは仲が良く、新庄の赤のリストバンドをつけるなどしている姿が見られた。アメリカに戻った2001年にはスプリングトレーニングでニューヨーク・メッツに移籍した新庄と再会している。
2002年にニューヨーク・メッツでメジャーに復帰したが、大麻所持が発覚して解雇され、そのまま引退した。
引退後はワシントン・ナショナルズのマイナー組織で守備走塁コーチを務め、その間にブライス・ハーパーを指導した。2013年からはナショナルズの一塁ベースコーチ及び外野守備コーチに就任することとなり、2015年まで務めた。
2016年から2018年まではサンディエゴ・パドレス傘下マイナー球団の外野守備走塁巡回コーチ、2019年はパドレス傘下のA+級レイクエルシノア・ストームの監督を務めた。
2021年よりメッツの一塁ベースコーチ及び外野守備走塁コーチに就任したが、同年限りで解任された。

## 詳細情報

### 年度別打撃成績
| 年 度    | 球 団    | 試 合 | 打 席 | 打 数 | 得 点 | 安 打 | 二 塁 打 | 三 塁 打 | 本 塁 打 | 塁 打 | 打 点 | 盗 塁 | 盗 塁 死 | 犠 打 | 犠 飛 | 四 球 | 敬 遠 | 死 球 | 三 振 | 併 殺 打 | 打 率 | 出 塁 率 | 長 打 率 | O P S |
| -------- | -------- | ----- | ----- | ----- | ----- | ----- | -------- | -------- | -------- | ----- | ----- | ----- | -------- | ----- | ----- | ----- | ----- | ----- | ----- | -------- | ----- | -------- | -------- | ----- |
| 1993     | ATL      | 24    | 37    | 35    | 6     | 8     | 2        | 0        | 0        | 10    | 2     | 0     | 1        | 0     | 1     | 0     | 0     | 1     | 5     | 1        | .229  | .243     | .286     | .529  |
| 1994     | ATL      | 87    | 144   | 132   | 16    | 36    | 6        | 0        | 5        | 57    | 19    | 5     | 0        | 0     | 3     | 9     | 1     | 0     | 17    | 5        | .273  | .313     | .432     | .744  |
| 1995     | MON      | 126   | 495   | 438   | 64    | 109   | 18       | 4        | 14       | 177   | 40    | 24    | 3        | 3     | 1     | 51    | 12    | 2     | 78    | 2        | .249  | .329     | .404     | .733  |
| 1996     | BAL      | 31    | 92    | 84    | 14    | 20    | 3        | 0        | 1        | 26    | 9     | 5     | 3        | 1     | 0     | 7     | 0     | 0     | 15    | 1        | .238  | .297     | .310     | .606  |
| 1997     | BAL      | 100   | 193   | 166   | 26    | 34    | 8        | 1        | 7        | 65    | 26    | 2     | 2        | 1     | 0     | 25    | 1     | 1     | 33    | 3        | .205  | .313     | .392     | .704  |
| 1998     | CIN      | 15    | 28    | 24    | 5     | 5     | 2        | 0        | 1        | 10    | 4     | 0     | 0        | 1     | 0     | 3     | 0     | 0     | 5     | 0        | .208  | .296     | .417     | .713  |
| 1999     | NYY      | 14    | 35    | 31    | 5     | 5     | 2        | 0        | 0        | 7     | 3     | 1     | 0        | 0     | 1     | 3     | 0     | 0     | 5     | 1        | .161  | .229     | .226     | .454  |
| 2000     | 阪神     | 102   | 422   | 380   | 40    | 91    | 13       | 1        | 19       | 163   | 57    | 1     | 7        | 0     | 4     | 38    | 0     | 0     | 88    | 7        | .239  | .306     | .429     | .735  |
| 2002     | NYM      | 60    | 105   | 96    | 15    | 24    | 5        | 0        | 6        | 47    | 15    | 2     | 1        | 0     | 1     | 8     | 0     | 0     | 13    | 2        | .250  | .305     | .490     | .794  |
| MLB：8年 | MLB：8年 | 457   | 1129  | 1006  | 151   | 241   | 46       | 5        | 34       | 399   | 118   | 39    | 10       | 6     | 7     | 106   | 14    | 4     | 171   | 15       | .240  | .313     | .397     | .709  |
| NPB：1年 | NPB：1年 | 102   | 422   | 380   | 40    | 91    | 13       | 1        | 19       | 163   | 57    | 1     | 7        | 0     | 4     | 38    | 0     | 0     | 88    | 7        | .239  | .306     | .429     | .735  |

### 記録
NPB
- 初出場・初先発出場：2000年3月31日、対横浜ベイスターズ1回戦（横浜スタジアム）、3番・右翼手として先発出場
- 初打席：同上、1回表に川村丈夫と対戦
- 初安打：同上、8回表に福盛和男から右前安打
- 初本塁打・初打点：2000年4月1日、対横浜ベイスターズ2回戦（横浜スタジアム）、4回表に斎藤隆から中越ソロ
- 初盗塁：2000年9月20日、対ヤクルトスワローズ23回戦（阪神甲子園球場）、捕手：古田敦也

### 背番号
- 26（1993年 - 1994年）
- 44（1995年）
- 1（1996年）
- 3（1997年 - 同年途中）
- 43（1997年途中 - 同年終了）
- 45（1998年）
- 22（1999年）
- 42（2000年）
- 40（2002年）
- 32（2013年 - 2015年）
- 51（2021年 - ）